# Jenaro Vivanco Menchaca
Jenaro Vivanco Menchaca fou un advocat i polític espanyol establert a Lleida vers el 1870, germà de Manuel, Emilio i Enrique Vivanco Menchaca.
Llicenciat en dret, destacà com a advocat criminalista i arribà a ser director de la Caixa d'Estalvis de Lleida el 1899 i president del Col·legi d'Advocats de Lleida el 1911. Políticament, el 1877 fou vicepresident de la Diputació de Lleida i com a membre del Partit Liberal Conservador fou elegit diputat per les Borges Blanques a les eleccions generals espanyoles de 1884 i 1891. Posteriorment, el 1910, fou president de la Joventut Conservadora de Lleida.